# Ghiandola apocrina
Le ghiandole a secrezione apocrina (dal greco apò = via da, riferito alla parte alta della cellula) sono ghiandole esocrine che utilizzano la gemmazione come meccanismo secretorio. 
Il secreto si accumula nel citoplasma apicale, sia in vescicole provviste di membrana sia sotto forme di gocce lipidiche libere nello ialoplasma; per intervento del citoscheletro contrattile, l'intera porzione apicale della cellula, ricca di secreto, si peduncolizza e si distacca dal corpo della cellula, cadendo nel lume del dotto escretore. Del secreto viene così a far parte anche una piccola quota del citoplasma e di membrana plasmatica (principalmente fosfolipidi). 
Al termine del processo di secrezione, la cellula deve ricostituire il citoplasma apicale prima di dover compiere un'ulteriore fase secretoria. 
Questa modalità è tipica della ghiandola mammaria durante l'allattamento: la componente fosfolipidica del latte deriva perlopiù proprio dalle membrane delle cellule degli alveoli mammari. Altri esempi possono essere le ghiandole perineali, le ghiandole ceruminose auricolari e le ghiandole di Moll delle palpebre.